# 2019年12月20日大埔開槍事件

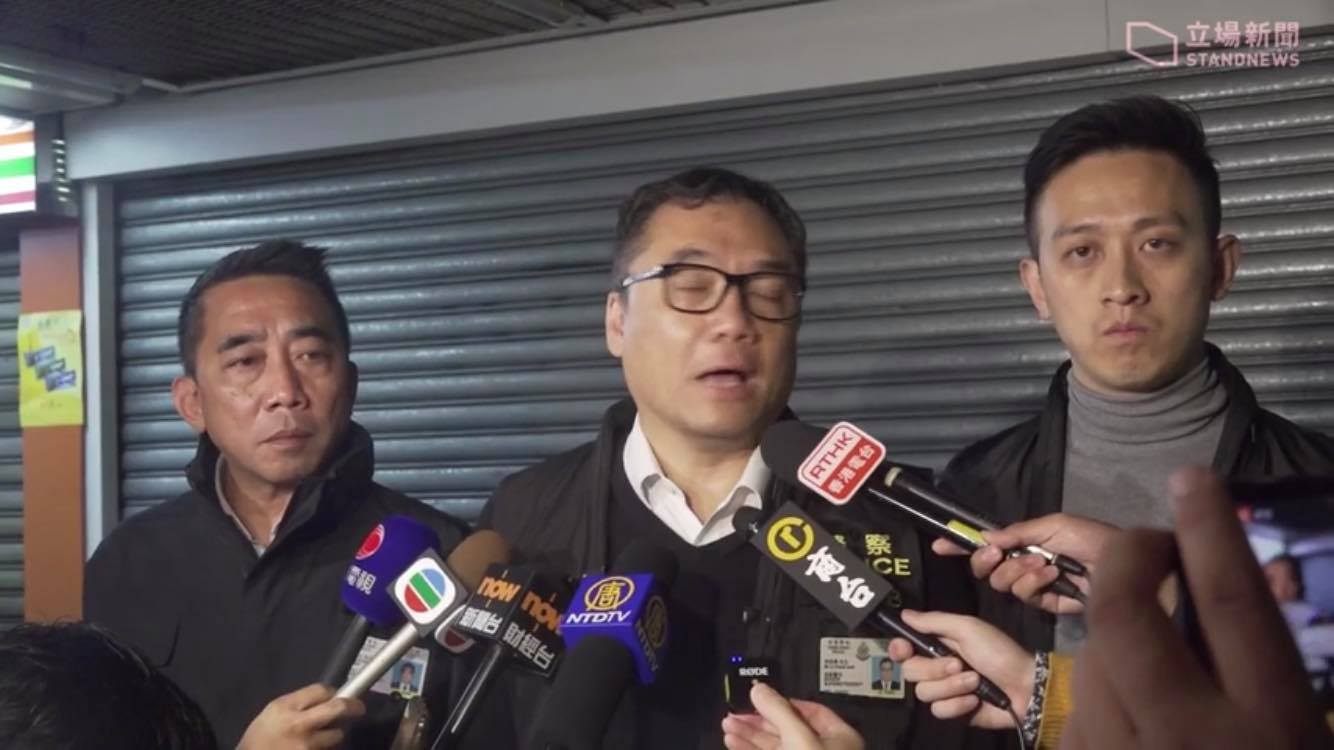
香港警察有組織罪案及三合會調查科高級警司李桂華帶隊到場調查開槍事件，並接受傳媒訪問

大埔開槍事件是指2019年12月20日于香港大埔發生的一宗涉嫌向警方开槍的事件。事件中一名蘇姓18歲男子被捕。

## 经过
2019年12月20日晚上9時，18歲的蘇緯軒被指在大埔翠屏商場地下遭便衣警察盘問時，使用P80手槍开了一槍，但沒擊中任何人。蘇緯軒随即被警方拘捕。
枪声传出后，有示威者向警員指罵警員，警員要求在場的大埔候任區議員黃兆健離開封鎖線，其後有市民上前於斑馬線位置理論，警方其後一度舉起藍旗警告。其後現場懷疑有示威者投擲物件，警方舉黑旗并施發催淚彈。翌日凌晨12时，警務處處長鄧炳強抵達現場，聯同較早前到達的新界北總區指揮官麥展豪進入停車場了解情况。凌晨時分大批警員於路邊尋找彈頭。凌晨4时，被捕青年被帶走調查。嫌犯在2018年曾因涉及藏枪被拘捕，今年2月底獲保釋，於本月8日違反法庭保釋條件而被通缉。
據一段在網上流傳的影片顯示，事發後一名身着橙色上衣及黑色背心的示威者指骂便衣警员，該名警員则澄清自己並非开枪者，并反问有沒有人受伤。随后有指出此示威者穿的是钱家班的衣物，钱家班则回应称其并非自己的成员。
警方隨後到翠屏花園一個單位搜查，在屋內發現一支有211發子彈的AR15長距離步槍。由於檢獲的P80型號手槍與12月8日遊行前檢獲的手槍和子彈屬同一類型，警方懷疑兩件案件之間有關連。
隨後，警方上門搜查開槍男子單位時，搜獲一隻性能良好的AR-15自動步槍、211發子弹及44發中尖彈。
其後有傳媒指警方意圖插贓嫁禍示威者並抹走手槍上的指紋。警方批評有關報導失實。香港電台的發言人指報導並沒有提及警方插贓嫁禍，並稱希望警方主動提供更多資料。

## 調查
2018年，另一名28歲的蘇姓男子曾經在機場被截查，其後在其住所找到玩具長槍及玩具手槍。經調查後，蘇緯軒被指與案件有關，繼而被拘捕。
警方指蘇緯軒為12月8日遊行活動前警方檢獲武器一案中，Telegram群組所提及的槍手，被疑為激進勇武派「屠龍小隊」成員。
蘇緯軒被控一項意圖危害生命而管有槍械罪，自2019年12月起還押監房，等待案件轉介至高等法院。蘇也涉及國際人權日遊行中的串謀非法及惡意傷害警務人員罪名。